# Burj al-Shemali
Koordinaten: 33° 16′ 0″ N, 35° 12′ 0″ O
Burj al-Shemali, arabisch البرج الشمالي, DMG al-Burǧ aš-Šamālī, deutsch: der nördliche Turm, ist ein Flüchtlingslager für Palästinenser im Libanon. Es liegt 3 km östlich von Tyros.
Burj al-Shemali wurde 1948 als Zeltlager für Flüchtlinge aus der Chulaebene und Tiberias im nördlichen Palästina gegründet. Das  UNRWA  nahm dort 1955 seine Arbeit auf. Das Lager beherbergt auch palästinensische Flüchtlinge aus dem übrigen Libanon. Schiitische Flüchtlinge aus einem zwischen Libanon und Palästina strittigen Grenzstreifen leben in einem eigenen Viertel am Rand des Lagers.
Während des libanesischen Bürgerkriegs wurde das  Lager schwer beschädigt. Neben Bauten aus Zement gibt es immer noch viele Baracken mit einem Dach aus Zink. Das Lager wird aus vier in der Nähe befindlichen Quellen mit Trinkwasser versorgt, die UNRWA betreibt zusätzlich drei Brunnen für Brauchwasser. Die Abwasser- und Unwetterdrainage sowie die Trinkwasserversorgung wurden von der EU finanziert. Es gibt vier von der UNRWA betriebene Schulen, ein Gesundheitscenter und ein Frauenzentrum.
Die meisten Bewohner sympathisieren mit der Fatah. Im „Volkskomitee“, das das Lager verwaltet, sind außerdem noch die PFLP, DFLP und der Islamische Dschihad vertreten. Die Sicherheitslage gilt, verglichen mit anderen Lagern, als gut.
Im Lager leben mehr als 22.789 registrierte Flüchtlinge (Stand: 1. Juli 2014). Deren Altersstruktur ist: 
- 0–12 Jahre:    23 %
- 13–25 Jahre:   26 %
- 26–40 Jahre:   26 %
- 41–60 Jahre:   18 %
- über 60 Jahre: 8 %

Die Arbeitslosigkeit ist sehr hoch. Die meisten Männer finden lediglich als Tagelöhner in der Landwirtschaft, im Handwerk und auf dem Bau Arbeit, die Frauen in der Landwirtschaft und als Reinigungskräfte in Haushalten. Palästinensischen Flüchtlingen im Libanon ist die Arbeit in insgesamt 73 Berufen ganz verboten, Arbeitserlaubnisse für andere Berufe erteilen die libanesischen Behörden nur widerwillig, weil Bewerber aus anderen Staaten bevorzugt werden.